# TCM Movies
TCM Movies (anteriormente Turner Classic Movies) fue un canal de televisión por suscripción de origen británico que transmite películas clásicas, en su mayoría de las bibliotecas de Turner Entertainment y la Warner Bros., que incluyen muchos títulos de MGM. Emitió por primera vez el 15 de octubre de 1999 y cerró el 6 de julio de 2023.

## Historia
Fue lanzado en 1999, cuando su predecesor, TNT, abandonó la programación de películas y se convirtió en un canal de entretenimiento general. La penetración de Turner Classic Movies aumentó cuando tomó completamente el espacio de TNT en varios operadores el 1 de julio de 2000.
A diferencia de otras filiales de Turner Classic Movies y otros canales de Turner en el Reino Unido, TCM UK se emitió en señal abierta durante mucho tiempo. El canal se encriptó en enero de 2004 cuando se unió a los paquetes de suscripción del operador Sky.
En 2009, TCM recibió una renovación de imagen, con un nuevo paquete gráficos y nuevo logotipo en un intento de atraer a público más joven. Con el cambio de imagen se agregaron varias películas nuevas al catálogo del canal. Una versión de alta definición del canal se lanzó el 4 de septiembre de 2012, al mismo tiempo que la versión de definición estándar comenzó a emitir en pantalla ancha 16: 9, mientras que Turner Classic Movies 2 (canal derivado, ver más abajo) continuó transmitiéndose en 4:3.
El 2 de marzo del mismo año, Turner Classic Movies UK vendió la tragamonedas Sky EPG, cuando Travel Channel 2 cerró.
Turner Classic Movies +1 un canal timeshift de una hora, fue lanzado el 13 de agosto de 2013 reemplazando a Turner Classic Movies 2.
El 25 de julio de 2019, el canal HD cerró en Sky.
Turner Classic Movies fue rebautizado como TCM Movies el 1 de agosto del mismo año.
El canal cerró el 6 de julio de 2023, mientras que su canal hermano Quest transmitirá parte de la programación cinematográfica anterior del canal, cuestión que terminó concretándose el 7 de julio de 2023.

## Turner Classic Movies 2
Turner Classic Movies 2 (TCM 2) fue un canal derivado del TCM original. También emitía películas populares de la biblioteca de Turner Entertainment (que incluye películas de MGM y Warner Bros.). 
La señal emitía de 20:00 a 4:00 horas de lunes a domingo (intercaladas con cortometrajes originales acerca de las películas), y la semana siguiente incluía nueva programación. Esto permitía al espectador "ponerse al día con las grandes películas", y le daba la oportunidad de ver la película deseada en cualquier día. El canal compartió tiempo con Cartoon Network Too y posteriormente con Cartoonito, otro canal derivado para el público preescolar, exclusivo del Reino Unido. El 4 de enero de 2012, el canal comenzó a transmitir el bloque para adultos Adult Swim a las 22:00 los días miércoles, antes de pasar posteriormente a los viernes en abril de ese año. 
Por razones desconocidas, Turner Classic Movies 2 cerró a las 4:00 del 13 de agosto de 2013 y fue reemplazado por Turner Classic Movies +1 más tarde ese día.

### Adult Swim
Debido a que los programas de Adult Swim no se pueden emitir en la versión británica de Cartoon Network (ya que los canales para niños regulados por Ofcom no pueden transmitir contenido para adultos en ningún momento del día), en su lugar se mostraron en Turner Classic Movies 2. Por lo general, comenzaban a la 1:15 a. m. del sábado e incluían programas como:
- Aqua Teen Hunger Force
- Robot Chicken
- Metalocalypse
- The Venture Bros
- Tim and Eric Awesome Show, Great Job!
- Squidbillies

## TNT UK
TNT UK se lanzó el 17 de septiembre de 1993, en conjunto con Cartoon Network. Los dos canales compartieron el mismo transpondedor con la transmisión de Cartoon Network durante el día y TNT durante parte de la tarde y la noche. Al inicio, TNT estaba al aire desde las 19:00 hasta las 5:00, aunque en 1996 la hora de inicio de TNT se retrasó a las 21:00. En sus primeros años, TNT era principalmente un canal de películas, aunque en 1999-2000 el canal pasó a un horario de entretenimiento general. TNT UK fue reemplazado por Turner Classic Movies el 1 de julio de 2000. Su antiguo lema era "Classic Movies" (Películas clásicas).
La World Championship Wrestling se lanzó en TNT UK en abril de 1996 con WCW Monday Nitro. El 9 de octubre de 1998 se añadió WCW Thunder. Ambos se emitieron en un bloque de 21:00 a 12:30 (variable) comenzando con el debut de Thunder. Cuando se cerró TNT UK, la programación de la WCW se trasladó brevemente a Turner Classic Movies y luego al canal Bravo. Los avances transmitidos en Turner Classic Movies informaban a los espectadores del cambio.

## Series de televisión
- Band of Brothers
- Deadwood (serie de televisión)
- Gunsmoke
- Wild Boys
- The Pillars of the Earth
- Roma
- The Thorn Birds
- Hell on Wheels
- Ed Sullivan's Rock n'Roll Classics
- The Best of the Ed Sullivan Show